# Meixi
För andra betydelser, se Meixi (olika betydelser).
Meixi är ett stadsdistrikt i Yichun i Heilongjiang-provinsen i nordöstra Kina. Det ligger omkring 280 kilometer nordost om provinshuvudstaden Harbin. 